# 山中圏一
山中 圏一（やまなか　けんいち、1943年- ）は長崎県佐世保市出身の日本の柔道家。階級は中量級(80kg級)。

## 経歴
佐世保に生まれるが、その後豊後高田市に移った。
1956年に高田中学に入学すると、当初はテニス部に所属していたが、柔道部の稽古風景を見て「これだ！」と思い柔道部に転部した。
その後、高田高校から天理大学に進学すると、1963年の全日本学生柔道優勝大会で2位、1964年の全日本学生柔道選手権大会中量級では中央大学の関根忍に体落で敗れるが2位となった。
1965年の世界選手権中量級では準決勝でアメリカのジェームズ・ブレグマンを体落で破るものの、決勝では中央大学の岡野功に背負投で立て続けに技あり2つを取られて敗れた。
1966年には国体で優勝すると、1967年には倉敷レイヨン所属となり、1968年の選抜体重別では軽重量級で3位となった。
その後、大分上野高校を経て碩南高校教諭となると、当時はまだほとんど認知されていなかった女子柔道に力を注いで多くの女子選手を育てた。
1988年からは大分工業高校で16年間指導にあたった。
一方で、1976年には自宅近くに秀鋭館道場も開設して、2010年の世界選手権100kg級で優勝した穴井隆将及びその妹の穴井さやか、さらには大相撲の元大関である千代大海など多くの選手を育成した。
現在は大分県柔道連盟の会長を務めている。

## 主な戦績
- 1963年 -　全日本学生柔道優勝大会　2位
- 1964年 -　全日本学生柔道選手権大会　中量級　2位
- 1965年 -　全日本学生柔道優勝大会　3位
- 1965年 -　世界選手権 中量級　2位
- 1966年 -　国体　優勝
- 1968年 -　選抜体重別　軽重量級　3位